# 仏岩山駅
仏岩山駅（プラムサンえき）は、大韓民国ソウル特別市蘆原区上渓洞にある、ソウル交通公社4号線と榛接線の駅。駅番号は409。
KORAIL所属車両の乗り入れ北限であり、当駅以北にはソウル交通公社所属車両のみが乗り入れる。

## 歴史
- 1993年4月21日 - ソウル特別市地下鉄公社（当時）のタンゴゲ駅として開業。
- 2005年1月1日 - ソウル特別市地下鉄公社がソウルメトロに改称。
- 2017年5月31日 - ソウルメトロとソウル特別市都市鉄道公社が統合され、ソウル交通公社の駅となる。
- 2022年3月19日 - 榛接線が開業。当駅から榛接駅まで延伸[1][2]
- 2024年10月10日 - 2024年初頭から「タンゴゲ（堂峴/당고개）という名称は時代遅れのイメージを固定する」という理由などから地元住民から駅名を改称する希望の声が高まっていたため、2024年3月から駅名を公募し、住民からの意見や審議などから駅名を候補し、2024年10月に最も票が多かった「仏岩山（プラムサン）」に変更することが発表された[3]。

## 駅構造

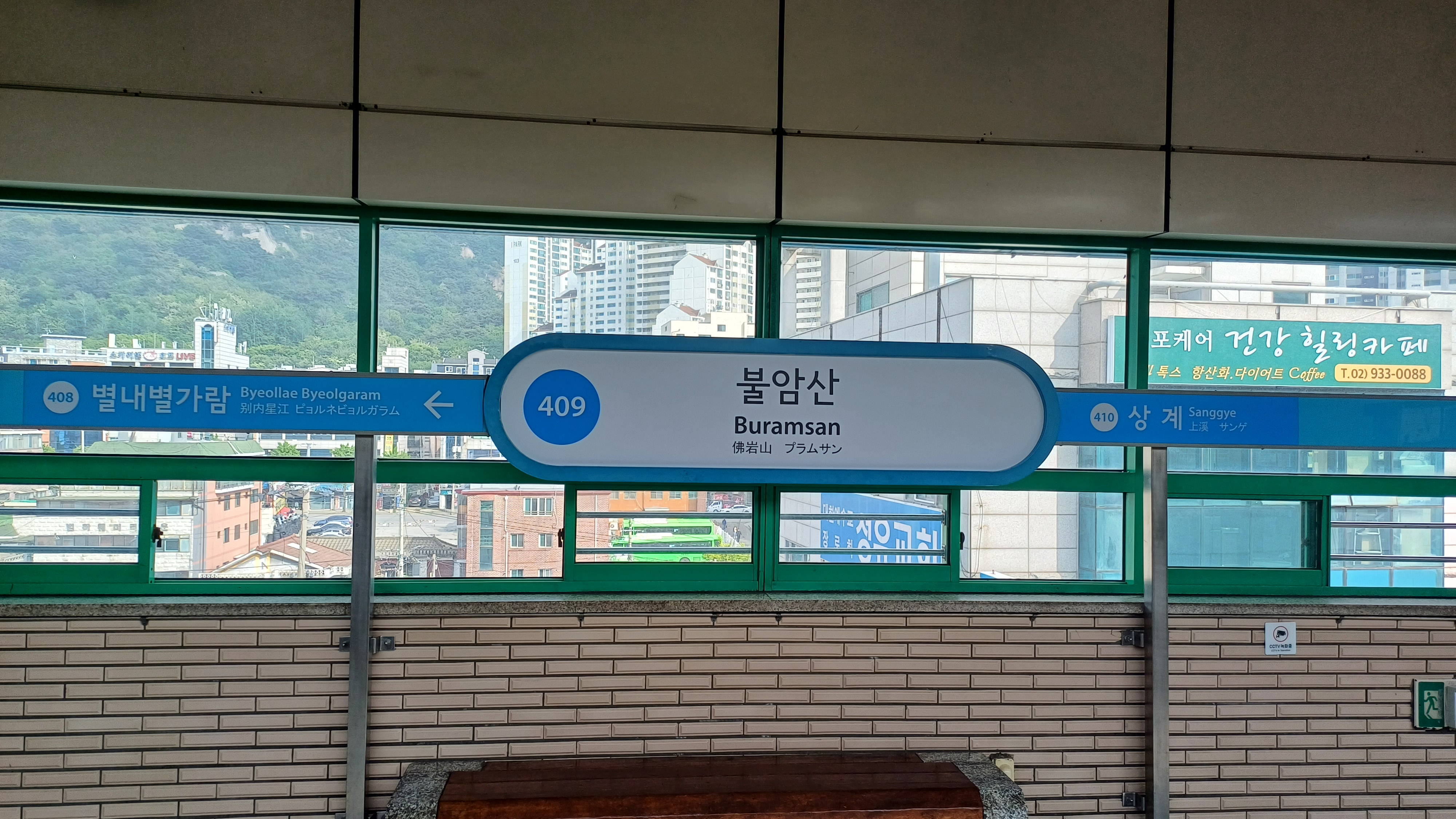
駅名標

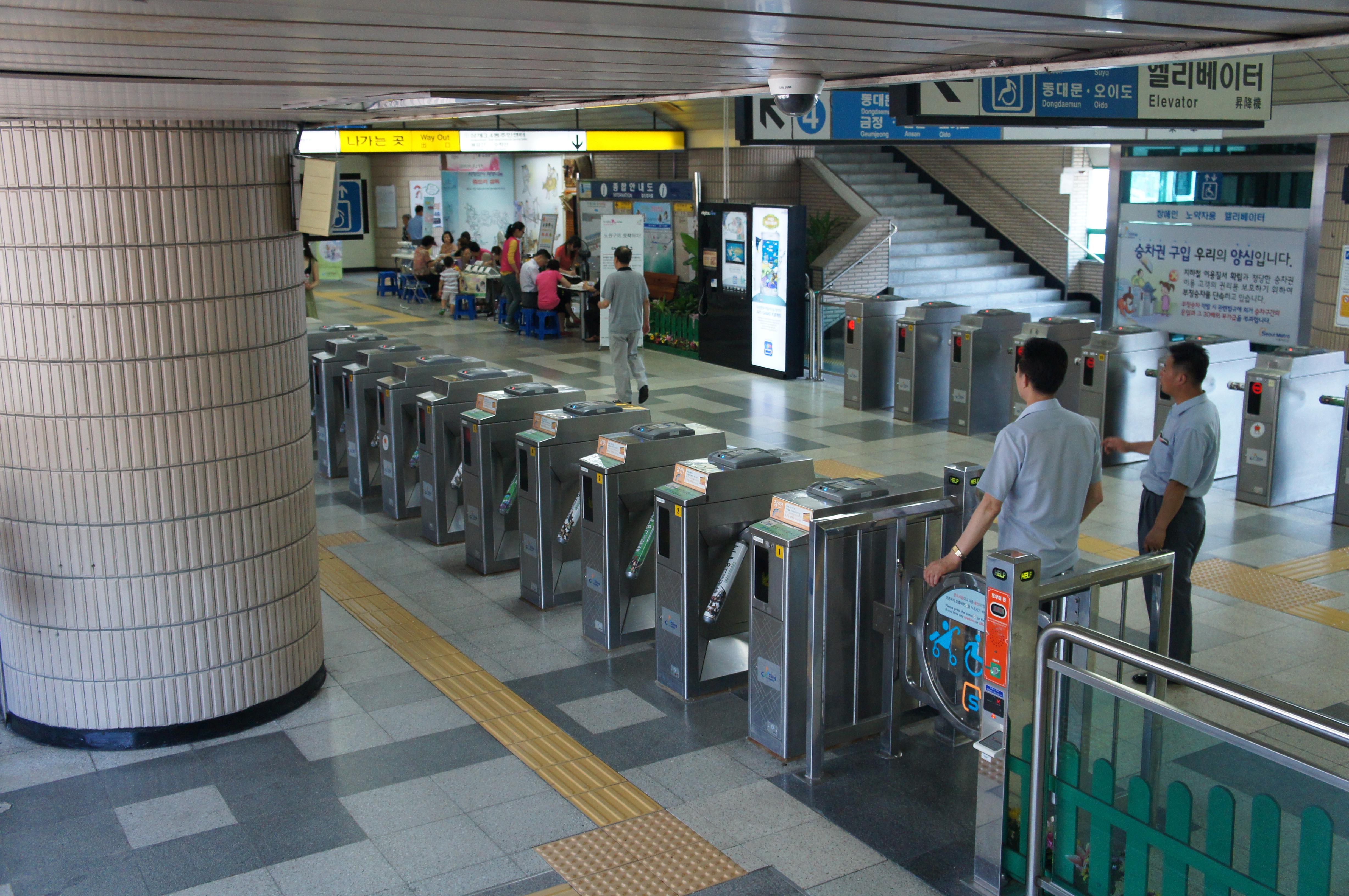
改札口（2013年7月撮影）

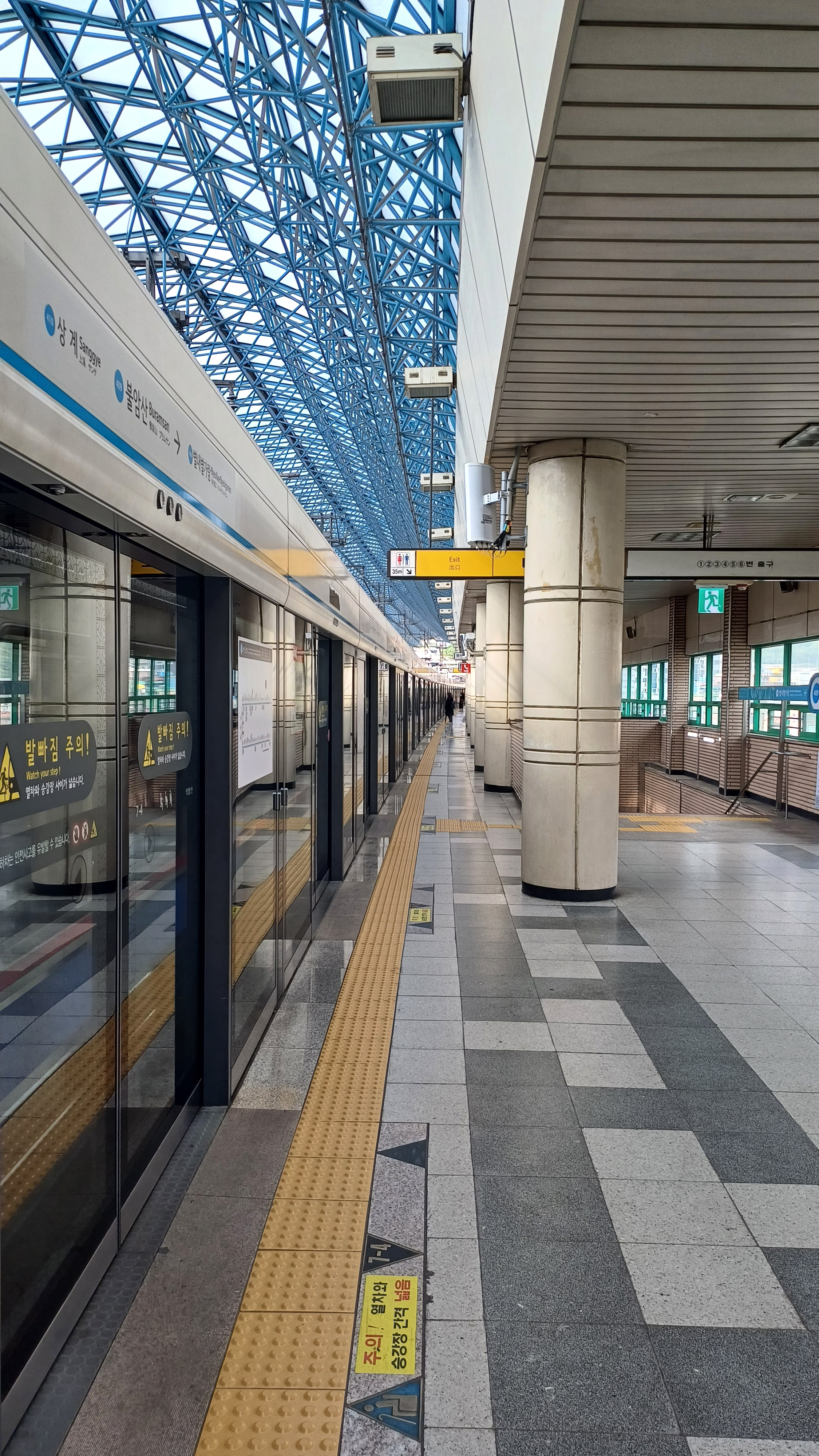
下車専用（到着）ホーム（2025年5月15日撮影）

ホームは3階にある。相対式ホーム2面2線を有する高架駅で、フルスクリーンタイプのホームドアが設置されている。改札階に繋がる階段はホーム1面につき2ヶ所、エレベータはホーム1面につき1基ずつ設置されている。北東方に留置線があり、烏耳島方面から来た列車が留置線を使用して折り返している。
改札階は2階にあり、改札口は上下線で完全に分離されている。化粧室は南西側の改札外に1ヶ所ある。
出入口は1番から4番までの合計4ヶ所あるが、北東側に5番出入口も存在する。

### のりば
- のりばの番号は存在しない。

| 上り | 榛接線 | 別内ビョルガラム・梧南・榛接方面 |
| 下り | 4号線  | ソウル駅・舎堂・衿井・烏耳島方面 |

## 利用状況
近年の一日平均利用人員推移は下記のとおりY
| 路線  | 路線     | 2000年 | 2001年 | 2002年 | 2003年 | 2004年 | 2005年 | 2006年 | 2007年 | 2008年 | 2009年 | 出典  |
| ----- | -------- | ------ | ------ | ------ | ------ | ------ | ------ | ------ | ------ | ------ | ------ | ----- |
| 4号線 | 乗車人員 | 11,380 | 11,945 | 12,410 | 12,579 | 13,085 | 12,785 | 12,827 | 12,901 | 13,244 | 13,091 | [ 4 ] |
| 4号線 | 降車人員 | 10,341 | 10,724 | 11,486 | 11,713 | 12,224 | 11,943 | 11,874 | 11,835 | 12,268 | 12,149 | [ 4 ] |
| 4号線 | 乗降人員 | 21,721 | 22,669 | 23,896 | 24,292 | 25,309 | 24,728 | 24,701 | 24,735 | 25,513 | 25,241 | [ 4 ] |
| 路線  | 路線     | 2010年 | 2011年 | 2012年 | 2013年 | 2014年 | 2015年 |        |        |        |        | [ 4 ] |
| 4号線 | 乗車人員 | 13,156 | 13,038 | 13,013 | 13,568 | 14,132 | 14,203 |        |        |        |        | [ 4 ] |
| 4号線 | 降車人員 | 12,228 | 12,068 | 12,041 | 12,692 | 13,283 | 13,393 |        |        |        |        | [ 4 ] |
| 4号線 | 乗降人員 | 25,384 | 25,106 | 25,054 | 26,260 | 27,415 | 27,596 |        |        |        |        | [ 4 ] |

## 駅周辺
アパート団地も多く宅地化されているが、水落山、仏岩山などの山々に囲まれ、休日はハイキング客でにぎわう。
- 三楽市場
- 上渓3洞郵便局
- 上渓総合社会福祉館
- 新上渓初等学校（朝鮮語版）
- 上渓4洞治安センター
- 上渓3・4洞住民センター
- 予備軍訓練場
- 水落山タンゴゲ公園
- ソウル徳岩初等学校（朝鮮語版）

## 写真

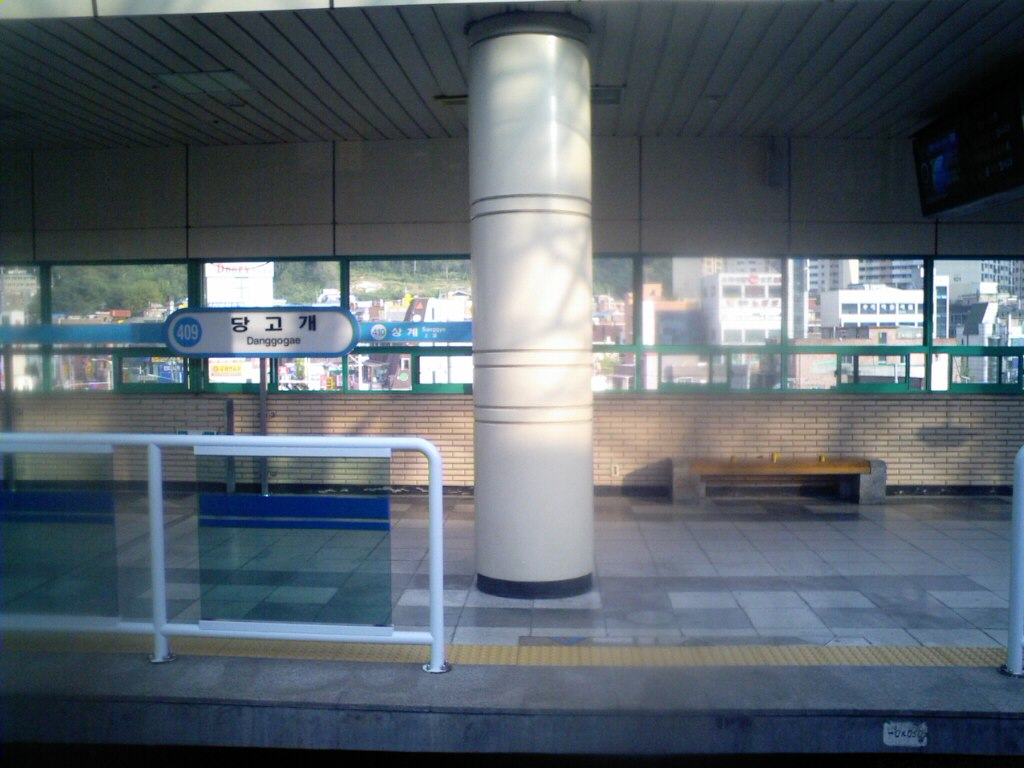
当駅終着ホーム（スクリーンドア設置前）

## 隣の駅
ソウル交通公社
 4号線・榛接線
別内ビョルガラム駅 (408) - 仏岩山駅 (409) - 上渓駅 (410)　

## その他
かつては終着駅であったため、案内放送は全列車4ヵ国語（韓、英、中、日）で放送されていたが、榛接線直通列車は韓国語と英語のみの放送に変更されている。一方で榛接駅の案内放送は4ヵ国語（韓、英、中、日）で放送されている。